# Palpomyia johnstoni
Palpomyia johnstoni är en tvåvingeart som beskrevs av John William Scott Macfie 1939. Palpomyia johnstoni ingår i släktet Palpomyia och familjen svidknott.
Artens utbredningsområde är Uganda. Inga underarter finns listade i Catalogue of Life.